# Constance Valentin
 (août 2025).
Motif : Pas de sources secondaires centrées
- Archive Wikiwix
- Bing
- Cairn
- DuckDuckGo
- E. Universalis
- Gallica
- Google
- G. Books
- G. News
- G. Scholar
- Persée
- Qwant
- (zh) Baidu
- (ru) Yandex
- (wd) trouver des œuvres sur Wikidata

| 1. | Préciser le motif de la pose du bandeau. | Précisez le motif de la pose du bandeau en utilisant la syntaxe suivante : {{admissibilité à vérifier\|date=août 2025\|motif=remplacez ce texte par le motif}}                          |
| 2. | Informer les utilisateurs concernés.     | Pensez à avertir le créateur de l'article, par exemple, en insérant le code ci-dessous sur sa page de discussion : {{subst:avertissement admissibilité à vérifier\|Constance Valentin}} |

Constance Valentin, née le 19 mars 1998 à Nîmes, est une coureuse cycliste professionnelle française. Elle est membre de l'équipe Winspace Orange Seal.

## Biographie
En juillet 2025, elle se classe 5e de la course en ligne des championnats de France sur route, en s'étant échappée à plus de 70 kilomètres de l'arrivée avec sa coéquipière Marine Allione. À la fin du mois, elle prend part au 4e Tour de France Femmes. Elle termine 91e au classement général à plus de deux heures de Pauline Ferrand-Prévot.

## Palmarès sur route

### Par années
- 2019
  - 2e du championnat d'Auvergne Rhône-Alpes
- 2022
  - Championne de la région Sud PACA
- 2023
  - 3e du Loire Ladies Tour
- 2024
  - 2e du championnat Auvergne-Rhône-Alpes

### Résultats sur les grands tours

#### Tour de France
1 participation
- 2025 : 91e

#### Tour d'Espagne
1 participation
- 2024 : 106e

### Classements mondiaux
| Année                                 | 2024  |
| ------------------------------------- | ----- |
| Classement UCI                        | 1308e |
|                                       |       |
| Légende : nc = non classéSource : UCI |       |

## Palmarès en VTT

### Championnats de France
- 2016
  - 3e du cross-country juniors